# Вивага над головою
Вивага над головою, іноді вивага від грудей до голови — одна з базових вправ для розвитку м'язів плечового пояса, трицепсів та інших м'язів верхньої частини спини. Вивага над головою стоячи зі штангою (від англ. Military press — вивага стоячи) також відомий як армійська вивага.

## Варіанти виконання вправи
Вивага над головою може виконуватися як базова вправа для опрацювання дельтоподібних м'язів, в якому працюють плечовий і ліктьовий суглоб, або як ізолювальне (односуглобні) для опрацювання трицепсів, де працює тільки ліктьовий суглоб, — окремий підвид так званого «французької виваги» зі штангою або гантеллю (або двома гантелями одночасно) сидячи або стоячи.
З урахуванням різних варіантів вправи, в роботу можуть включатися в різного ступеня наступні м'язи: дельтоподібні, верхні і нижні пучки трапецієподібного м'яза, піднімач лопатки, ромбоподібні м'язи, трицепси, передній зубчастий м'яз, плечовий і плечопроменевий м'язи.
Вправа можна виконувати кількома способами, використовуючи довільну вагу:
- Зі штангою від грудей або через голову:
  - широким хватом (трохи ширше плечей) штанги — навантажуються більше дельти;
  - вузьким хватом штанги — навантажуються більше трицепси;
- з гантелями:
  - гантелями з початковою позицією рук обабіч;
  - гантелями з початковою позицією рук перед собою (так звана «вивага Арнольда»).
- з гирею;
- з тренажером.

## З гантелями або гирями
Вивагу над головою з гантелями (або гирями) можна виконувати двома руками одночасно або по черзі — спочатку однією рукою, потім другою, стоячи або сидячи. Виконуючи вправу сидячи, особливо зі спинкою (нахил 75 ° −80 °), знижується навантаження на поперековий відділ хребта.
Для підняття гантелей у вихідне положення вони ставляться на стегна в положенні сидячи і за допомогою одночасного поштовху ногою і тягою рукою спрямовуються до вихідної точки. Можна використовувати тренажер, який забезпечує не строго вертикальну траєкторію, як тренажер Смітта, а у вигляді вузької параболи, оберігаючи плечові суглоби від зайвого навантаження.

## З тренажером
Вивагу над головою можна виконувати із застосуванням різних спеціальних тренажерів, таких як:
- тренажер Сміта;
- рама Скота;
- Хаммер.

У тренажері Хаммер вага вичавлюється вертикально осі тулуба і навантаження рівномірно розподіляється по всьому хребетному стовпу, а не фокусується на попереку, як за звичайної виваги. Варіюючи висоту сидіння, можна домогтися максимальної амплітуди руху, що дуже важливо для м'язів малого об'єму: чим ширше розмах, тим потужніше прокачування. Притискаючись до спинки тренажера, м'язи (дельти) отримують ідеальну ізоляцію. Щоб перевести виваги з гантелями в базовий режим, потрібні гантелі дуже великої ваги. Пам'ятайте, це небезпечно і незручно. Тренажер Хаммер на відміну від рами Сміта повністю виключає читінг і прогин попереку. Також Хамер задає вазі анатомічно вірну амплітуду руху, за якої лікті строго зафіксовані в потрібній позиції (не ходять туди-сюди).

## Безпека
Небажано виконувати «вивагу через голову», оскільки жим від грудей є більш природним і безпечним рухом для плечових суглобів. Якщо є проблеми з хребтом або плечима не рекомендується виконувати вивагу стоячи. В процесі виконання виваги не рекомендується відхилятися назад, оскільки це змінює навантаження на м'язи і може призвести до травми.
Якщо ви маєте слабкі спинні і черевні м'язи, то для запобігання травм хребта атлети використовують атлетичний пояс.